# Rouilly-Sacey
Rouilly-Sacey is een gemeente in het Franse departement Aube (regio Grand Est) en telt 341 inwoners (1999). De plaats maakt deel uit van het arrondissement Troyes.

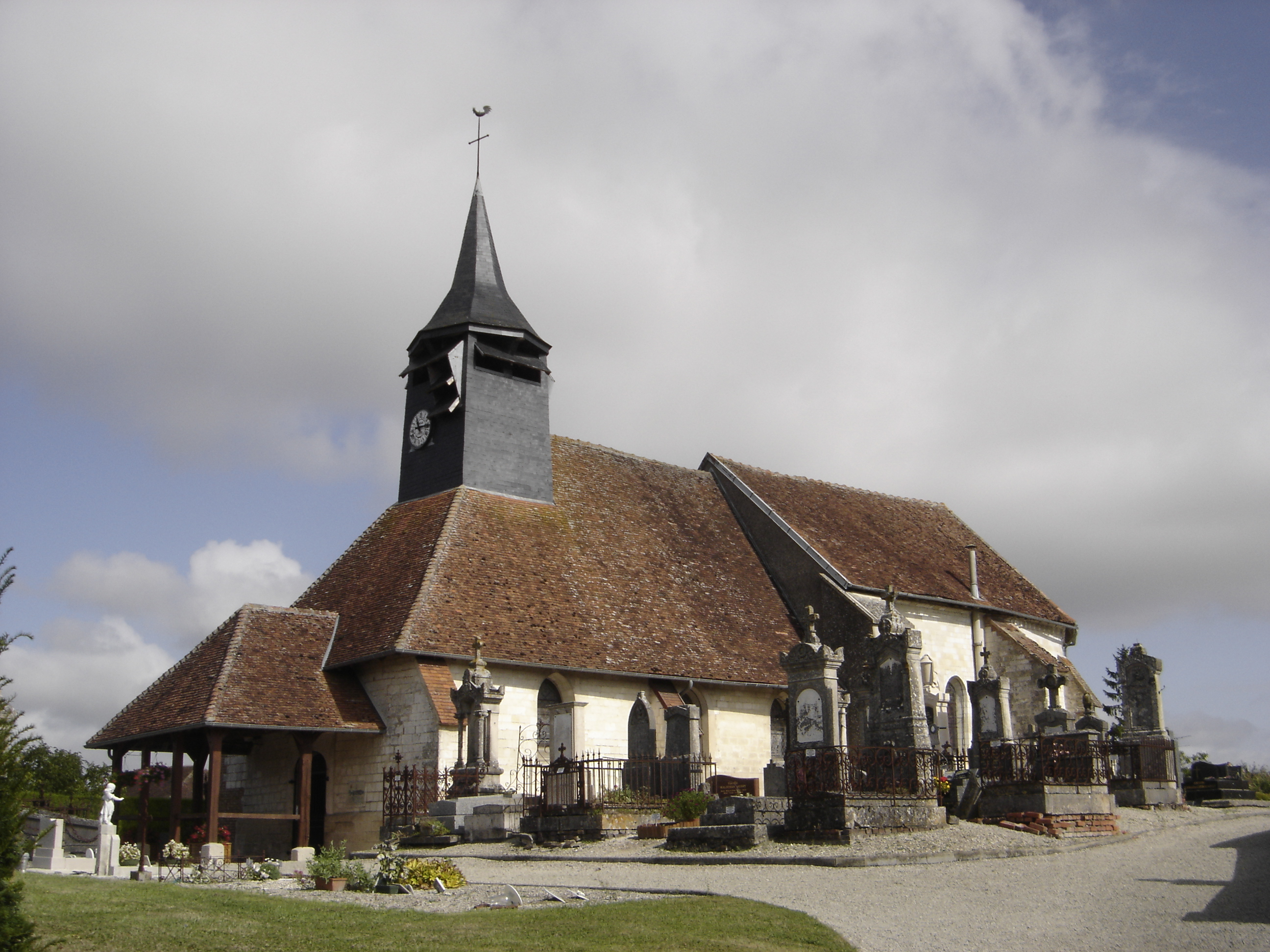
Kerk in Rouilly-Sacey
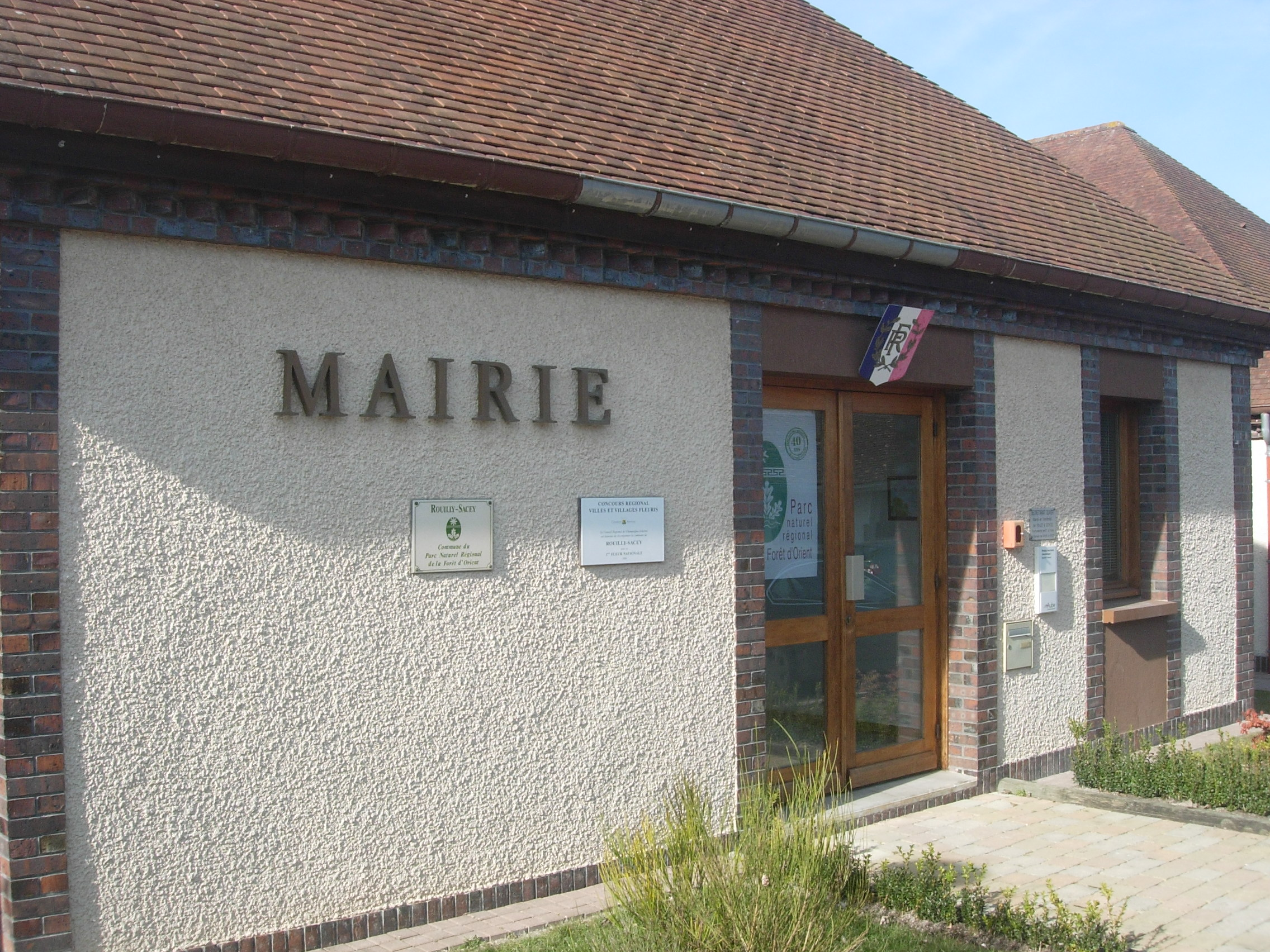
Gemeentehuis

## Geografie
De oppervlakte van Rouilly-Sacey bedraagt 19,0 km², de bevolkingsdichtheid is 17,9 inwoners per km².
De onderstaande kaart toont de ligging van Rouilly-Sacey met de belangrijkste infrastructuur en aangrenzende gemeenten.

## Demografie
Onderstaande figuur toont het verloop van het inwonertal (bron: INSEE-tellingen).

Vanwege een beveiligingsprobleem met de MediaWiki Graph-software is het momenteel niet mogelijk deze grafiek weer te geven. Zodra de software is bijgewerkt zal de grafiek vanzelf weer zichtbaar worden.